# ミゲル・アンヘル・モジャ
ミゲル・アンヘル・モジャ（Miguel Àngel Moyà Rumbo, 1984年4月2日 - ）は、スペイン・マヨルカ島ビニサレム出身のサッカー選手。ポジションはゴールキーパー。

## 経歴

### クラブ
地元のRCDマジョルカの下部組織で育ち、2004年8月29日のレアル・マドリード戦でトップチームデビューした。2004-05シーズンは1年目ながらリーグ戦32試合に出場し、アトレティコ・マドリードに移籍したレオ・フランコの穴を埋めた。2005年になるとレアル・ベティスで長年レギュラーを務めたトニ・プラッツが加入し控えに降格したが、2006年にプラッツが退団するとレギュラーに返り咲いた。
2007-08シーズン終了後にはサンティアゴ・カニサレスが引退し、ティモ・ヒルデブラントが期待外れに終わったバレンシアCFがオファーを出し、自身も移籍に乗り気だったが、クラブ間の移籍金の相違から移籍は実現しなかった。このときにバレンシアがオファーした移籍金は800万ユーロ（約13億5000万円）近くだと言われている。2008-09シーズンは故障に苦しみヘルマン・ルクスとデポルティーボ・ラ・コルーニャからシーズン途中に加入したドゥドゥ・アワットにポジションを譲ったものの、マジョルカでは5シーズンで99試合に出場した。
2009年7月2日、移籍金500万ユーロ（約6億8000万円）で前年に移籍が破談したバレンシアと念願かなって4年契約を結んだ。バレンシアが支払った移籍金としては史上最高額であった。8月5日にオールド・トラッフォードで行われたマンチェスター・ユナイテッドFCとの親善試合では、バレンシアが交代枠を使い切った後にDFチアゴ・カルレットが負傷し、急遽試合終盤にミッドフィールダーとしてプレーする珍事が起きた。2009-10シーズンはプレシーズンからセサル・サンチェスとポジションを争っていたが、8月30日のセビージャFCとの開幕戦でいきなり先発デビューした。しかし、その後は不安定なプレーが続きセサルにレギュラーを奪われたため、8試合の出場に留まった。
2010-11シーズンはビセンテ・グアイタの台頭とジエゴ・アウヴェスの加入で第4GK扱いとなったため、2011年6月14日にダニエル・パレホと入れ替わる形でオスカル・ウスタリが負傷離脱中のヘタフェCFに移籍した。ヘタフェではジョルディ・コディーナからレギュラーを奪うと、その座を最後まで譲らず36試合に出場。復活をアピールした。シーズン終了後に完全移籍。
2014-15シーズンからティボ・クルトゥワが退団したアトレティコ・マドリードと3年契約を締結。同時加入のヤン・オブラクに次ぐ第2GKと考えられていたが、オブラクがシーズン開幕前に離脱したこともあってレギュラーに定着。しかし2015年3月17日に行われたUEFAチャンピオンズリーグのレヴァークーゼン戦の2ndレグにて怪我を負い負傷離脱すると復帰後もオブラクにポジションを譲ることとなった。
2018年2月27日、レアル・ソシエダへの移籍が発表。移籍期間外であるがソシエダは2018年冬の移籍市場でイニゴ・マルティネスとの契約解除を余儀なくされたためLFPより例外として移籍が認められた。
背番号は25。
2019-20シーズンは、新加入のアレックス・レミロが正GKに定着。一時は自身もレギュラーでプレーしたが、出場数ではレミロを大幅に下回る13試合に留まった。

### 代表
2001年にはUEFA U-17欧州選手権で優勝し、その翌年の2002年にはUEFA U-19欧州選手権で優勝した。それにより出場権を得たFIFA U-20ワールドカップでも準優勝の成績を収めている。2004年から2006年にかけてU-21スペイン代表として12試合に出場した。

## 所属クラブ
- RCDマジョルカ 2004-2009
- バレンシアCF 2009-2012

→ ヘタフェCF 2011-2012 (loan)
- ヘタフェ 2012-2014
- アトレティコ・マドリード 2014-2018
- レアル・ソシエダ 2018-

## タイトル

### クラブ
アトレティコ・マドリード
- スーペルコパ・デ・エスパーニャ 2014

### 代表
U-16スペイン代表
- UEFA U-17欧州選手権 2001

U-19スペイン代表
- UEFA U-19欧州選手権 2002